# Odeta Moro
Inga Odeta Moro, primo voto Figurska (ur. 17 czerwca 1978 w Olsztynie) – polska dziennikarka i prezenterka telewizyjna.

## Życiorys
W latach 2000–2003 była prezenterką telewizji muzycznej Viva Polska. W latach 2004–2005 prowadziła autorski talk-show Ja tylko pytam na antenie TV4. W latach 2006–2007 była prezenterką i prowadzącą program VH1 Cafe na antenie VH1 Polska. W latach 2007–2012 była prezenterką Telewizji Polskiej, dla której współprowadziła poranne programy: Pytanie na śniadanie (2007–2009) i  Kawa czy herbata? (2010–2012). W 2011 podawała głosy polskich widzów w finale 56. Konkursu Piosenki Eurowizji.  W 2015 prowadziła programy emitowane w TVN Meteo Active: Apetyt na zdrowie i Studio Active.
Od września 2015 jest dziennikarką w Radiu Złote Przeboje, dla którego współprowadziła poranny program Złote Przeboje na Dzień Dobry!, a od stycznia 2017 jest gospodynią programu Morowy weekend. Uczestniczyła w telewizyjnych programach rozrywkowych: Celebrity Splash! (2015) i Agent – Gwiazdy (2017).
Od września 2019 jest jedną z prowadzących w programie Onet Rano na portalu Onet.
Jest założycielką i prezeską Fundacji „Szczęśliwe Macierzyństwo” oraz autorką i organizatorką akcji „Szczęśliwa mama to szczęśliwe dziecko”, skierowanej do kobiet w ciąży i młodych rodziców. Jest pomysłodawczynią i wydawczynią płyty z bajkami dla dzieci Bajki w trasie i na czasie.

### Życie prywatne
Od 12 października 2002 do 12 lipca 2014 była żoną dziennikarza Michała Figurskiego, z którym ma córkę Sonię (ur. 16 maja 2003). Od 2016 jest w związku z przedsiębiorcą Konradem Komornickim, z którym ma syna, Lwa (ur. 2018).